# Wolfgang W. Wurster
Wolfgang W. Wurster (* 7. Juli 1937 in Aalen; † 29. Dezember 2003 in Bonn) war ein deutscher Bauforscher und Archäologe.
Wolfgang Wurster studierte Architektur an der TU München. In den USA und Spanien betrieb er Nebenstudien in Kunstgeschichte und Amerikanischer Geschichte. 1963 schloss er sein Studium mit dem Diplom ab und spezialisierte sich anschließend auf Ausgrabungswesen, Denkmalpflege und Architekturgeschichte. 1971 promovierte er in München zum Dr.-Ing. mit einer Arbeit zu Der dorische Peripteraltempel auf dem Kolonnahügel in Aegina. Es schlossen sich Dozenten- und Assistententätigkeiten in München und an der Universität Darmstadt an. Feldforschungen führten ihn vielfach in den Mittelmeerraum, so nach Metapont, Samos, Aegina, Pergamon und Lykien, wo er auch die Brücke bei Limyra beschrieb. Ausgrabungen führten ihn nach Ecuador und Peru.
Zwischen 1974 und 1979 leitete er im Auftrag der griechischen Regierung die Ausgrabungen am Athener Dionysostheater. 1980 wurde Wurster wissenschaftlicher Direktor der neu geschaffenen Kommission für Allgemeine und Vergleichende Archäologie (KAVA) des Deutschen Archäologischen Instituts. 1992 wurde er nach dem überraschenden Tod von Klaus Kilian in Nachfolge Dessen Erster Direktor der KAVA und blieb bis 2000 in dieser Position. Für sein Buch Die Schatz-Gräber. Archäologische Expeditionen durch die Hochkulturen Südamerikas (1991) erhielt er als bisher einziger Facharchäologe den renommierten Ceram-Preis des Rheinischen Landesmuseums Bonn für das beste archäologische Sachbuch. Fachgebiet Wursters war die Erforschung antiker Architektur und ganz besonders die Archäologie der vorkolumbischen Südamerikanischen Kulturen.

## Schriften
- Alt-Ägina. Band 1: Der Apollontempel, von Zabern, Mainz 1974
- Die Schatz-Gräber. Archäologische Expeditionen durch die Hochkulturen Südamerikas, GEO, Hamburg 1991 ISBN 3-570-01000-7